# モノ・マスターズ
『モノ・マスターズ』（英語: Mono Masters）は、ビートルズのコンピレーション・アルバムで、2009年9月9日に発売されたボックス・セット『ザ・ビートルズ MONO BOX』にコンパイルされた作品の1つ。『パスト・マスターズ』のモノラル盤にあたる作品で、イギリス盤公式オリジナル・アルバム12作とアメリカ編集盤『マジカル・ミステリー・ツアー』に収録されなかった楽曲のモノラル・ミックスが収録されている。このような特徴から、収録曲も大半は『パスト・マスターズ』と同一だが、D面からモノラル・ミックスが存在しない「ジョンとヨーコのバラード」、「オールド・ブラウン・シュー」、「レット・イット・ビー」が外され、代わりにリアル・モノラル・ミックスが未発表となっていた「オンリー・ア・ノーザン・ソング」、「オール・トゥゲザー・ナウ」、「ヘイ・ブルドッグ」「イッツ・オール・トゥ・マッチ」が追加された。なお、リアル・ステレオ・ミックスが存在せず、『パスト・マスターズ』にモノラル・ミックスで収録されている「ラヴ・ミー・ドゥ」、「シー・ラヴズ・ユー」、「アイル・ゲット・ユー」、「ユー・ノウ・マイ・ネーム」の4曲は本作と重複している。
2014年9月8日に、本作のアナログ盤が発売された。

## 収録曲
特記を除き、作詞作曲はレノン＝マッカートニーによるもの。

### CD
| #         | タイトル                                                                                        | 作詞・作曲                                                             | リード・ボーカル                                         | 時間  |
| --------- | ----------------------------------------------------------------------------------------------- | ---------------------------------------------------------------------- | -------------------------------------------------------- | ----- |
| 1.        | 「ラヴ・ミー・ドゥ (オリジナル・シングル・ヴァージョン)」(Love Me Do (Original Single Version)) |                                                                        | ポール・マッカートニー ジョン・レノン                    | 2:24  |
| 2.        | 「フロム・ミー・トゥ・ユー」(From Me To You)                                                    |                                                                        | ジョン・レノン ポール・マッカートニー                    | 1:58  |
| 3.        | 「サンキュー・ガール」(Thank You Girl)                                                          |                                                                        | ジョン・レノン ポール・マッカートニー                    | 2:04  |
| 4.        | 「シー・ラヴズ・ユー」(She Loves You)                                                           |                                                                        | ジョン・レノン ポール・マッカートニー                    | 2:21  |
| 5.        | 「アイル・ゲット・ユー」(I'll Get You)                                                          |                                                                        | ジョン・レノン ポール・マッカートニー                    | 2:06  |
| 6.        | 「抱きしめたい」(I Want To Hold Your Hand)                                                      |                                                                        | ジョン・レノン ポール・マッカートニー                    | 2:27  |
| 7.        | 「ジス・ボーイ」(This Boy)                                                                      |                                                                        | ジョン・レノン ポール・マッカートニー ジョージ・ハリスン | 2:16  |
| 8.        | 「抱きしめたい（ドイツ語）」(Komm, Gib Mir Deine Hand)                                          | レノン＝マッカートニー＝ニコラス＝ヘルマー                             | ジョン・レノン ポール・マッカートニー                    | 2:27  |
| 9.        | 「シー・ラヴズ・ユー（ドイツ語）」(Sie Liebt Dich)                                              | レノン＝マッカートニー＝ニコラス＝ヘルマー                             | ジョン・レノン ポール・マッカートニー                    | 2:20  |
| 10.       | 「ロング・トール・サリー」(Long Tall Sally)                                                     | エノトリス・ジョンソン ロバート・ブラックウェル リチャード・ペニーマン | ポール・マッカートニー                                   | 2:03  |
| 11.       | 「アイ・コール・ユア・ネーム」(I Call Your Name)                                                |                                                                        | ジョン・レノン                                           | 2:09  |
| 12.       | 「スロウ・ダウン」(Slow Down)                                                                   | ラリー・ウィリアムズ                                                   | ジョン・レノン                                           | 2:56  |
| 13.       | 「マッチボックス」(Matchbox)                                                                    | カール・パーキンス                                                     | リンゴ・スター                                           | 1:59  |
| 14.       | 「アイ・フィール・ファイン」(I Feel Fine)                                                       |                                                                        | ジョン・レノン                                           | 2:20  |
| 15.       | 「シーズ・ア・ウーマン」(She's A Woman)                                                         |                                                                        | ポール・マッカートニー                                   | 3:03  |
| 16.       | 「バッド・ボーイ」(Bad Boy)                                                                     | ラリー・ウィリアムス                                                   | ジョン・レノン                                           | 2:21  |
| 17.       | 「イエス・イット・イズ」(Yes It Is)                                                             |                                                                        | ジョン・レノン ジョージ・ハリスン ポール・マッカートニー | 2:43  |
| 18.       | 「アイム・ダウン」(I'm Down)                                                                    |                                                                        | ポール・マッカートニー                                   | 2:32  |
| 合計時間: | 合計時間:                                                                                       | 合計時間:                                                              | 合計時間:                                                | 42:29 |

| #         | タイトル                                                                 | 作詞・作曲         | リード・ボーカル                      | 時間  |
| --------- | ------------------------------------------------------------------------ | ------------------ | ------------------------------------- | ----- |
| 1.        | 「デイ・トリッパー」(Day Tripper)                                        |                    | ポール・マッカートニー ジョン・レノン | 2:50  |
| 2.        | 「恋を抱きしめよう」(We Can Work It Out)                                 |                    | ポール・マッカートニー                | 2:16  |
| 3.        | 「ペイパーバック・ライター」(Paperback Writer)                           |                    | ポール・マッカートニー                | 2:19  |
| 4.        | 「レイン」(Rain)                                                         |                    | ジョン・レノン                        | 3:02  |
| 5.        | 「レディ・マドンナ」(Lady Madonna)                                       |                    | ポール・マッカートニー                | 2:18  |
| 6.        | 「ジ・インナー・ライト」(The Inner Light)                                | ジョージ・ハリスン | ジョージ・ハリスン                    | 2:37  |
| 7.        | 「ヘイ・ジュード」(Hey Jude)                                             |                    | ポール・マッカートニー                | 7:08  |
| 8.        | 「レボリューション」(Revolution)                                         |                    | ジョン・レノン                        | 3:25  |
| 9.        | 「オンリー・ア・ノーザン・ソング」(Only A Northern Song)                 | ジョージ・ハリスン | ジョージ・ハリスン                    | 3:26  |
| 10.       | 「オール・トゥゲザー・ナウ」(All Together Now)                           |                    | ポール・マッカートニー                | 2:11  |
| 11.       | 「ヘイ・ブルドッグ」(Hey Bulldog)                                        |                    | ジョン・レノン ポール・マッカートニー | 3:14  |
| 12.       | 「イッツ・オール・トゥ・マッチ」(It's All To Much)                       | ジョージ・ハリスン | ジョージ・ハリスン                    | 3:51  |
| 13.       | 「ゲット・バック」(Get Back (with Billy Preston))                        |                    | ポール・マッカートニー                | 3:15  |
| 14.       | 「ドント・レット・ミー・ダウン」(Don't Let Me Down (with Billy Preston)) |                    | ジョン・レノン                        | 3:35  |
| 15.       | 「アクロス・ザ・ユニバース」(Across the Universe)                        |                    | ジョン・レノン                        | 3:49  |
| 16.       | 「ユー・ノウ・マイ・ネーム」(You Know My Name (Look Up the Number))      |                    | ポール・マッカートニー                | 4:19  |
| 合計時間: | 合計時間:                                                                | 合計時間:          | 合計時間:                             | 53:35 |

### LP盤
| アナログA面 1. ラヴ・ミー・ドゥ (オリジナル・シングル・ヴァージョン) 2. フロム・ミー・トゥ・ユー 3. サンキュー・ガール 4. シー・ラヴズ・ユー 5. アイル・ゲット・ユー 6. 抱きしめたい 7. ジス・ボーイ 8. 抱きしめたい（ドイツ語） 9. シー・ラヴズ・ユー（ドイツ語） アナログB面 1. ロング・トール・サリー 2. アイ・コール・ユア・ネーム 3. スロウ・ダウン 4. マッチボックス 5. アイ・フィール・ファイン 6. シーズ・ア・ウーマン 7. バッド・ボーイ 8. イエス・イット・イズ 9. アイム・ダウン | アナログC面 1. デイ・トリッパー 2. 恋を抱きしめよう 3. ペイパーバック・ライター 4. レイン 5. レディ・マドンナ 6. ジ・インナー・ライト 7. ヘイ・ジュード 8. レボリューション アナログD面 1. オンリー・ア・ノーザン・ソング 2. オール・トゥゲザー・ナウ 3. ヘイ・ブルドッグ 4. イッツ・オール・トゥ・マッチ 5. ゲット・バック 6. ドント・レット・ミー・ダウン 7. アクロス・ザ・ユニバース 8. ユー・ノウ・マイ・ネーム |